# Ardisia pachysandra
Ardisia pachysandra är en viveväxtart som först beskrevs av Nathaniel Wallich och William Roxburgh, och fick sitt nu gällande namn av Carl Christian Mez. Ardisia pachysandra ingår i släktet Ardisia och familjen viveväxter. Inga underarter finns listade i Catalogue of Life.